# Sentier de grande randonnée 5
Pour les articles homonymes, voir GR5.
Le sentier de grande randonnée 5 (GR 5) relie la mer du Nord (à Hoek van Holland aux Pays-Bas) et la mer Méditerranée (à Nice en France), soit près de 2 200 kilomètres de longueur.
Du Nord au Sud, il parcourt ainsi les Pays-Bas, la Belgique, le Luxembourg, la France où il traverse les Vosges et le Jura, la Suisse où il passe au bord du lac Léman, puis à nouveau la France à travers les Alpes jusqu'à la Méditerranée.

## Détails

### Aux Pays-Bas (premier passage)
L'extrémité nord du sentier se situe à Hoek van Holland.

### En Belgique (premier passage)
En Flandre, le GR 5 passe par ou à proximité des villes de Herentals, Westerlo, Diest, Hasselt et Genk.

### Aux Pays-Bas (second passage)
Il frôle Maastricht (Pays-Bas) que l’on peut atteindre via un diverticule.

### En Belgique (second passage)
Il entre en Belgique wallonne où il développe 225 km, reliant Visé, Barchon, Liège, puis, par le massif de l'Ardenne, Banneux, Spa, Stavelot, Vielsalm et Burg-Reuland/Ouren.

### Au Luxembourg
Puis il pénètre au grand-duché du Luxembourg (Vianden, Diekirch et Schengen), passant le long de la Moselle luxembourgeoise et de son vignoble.

### En France (premier passage)

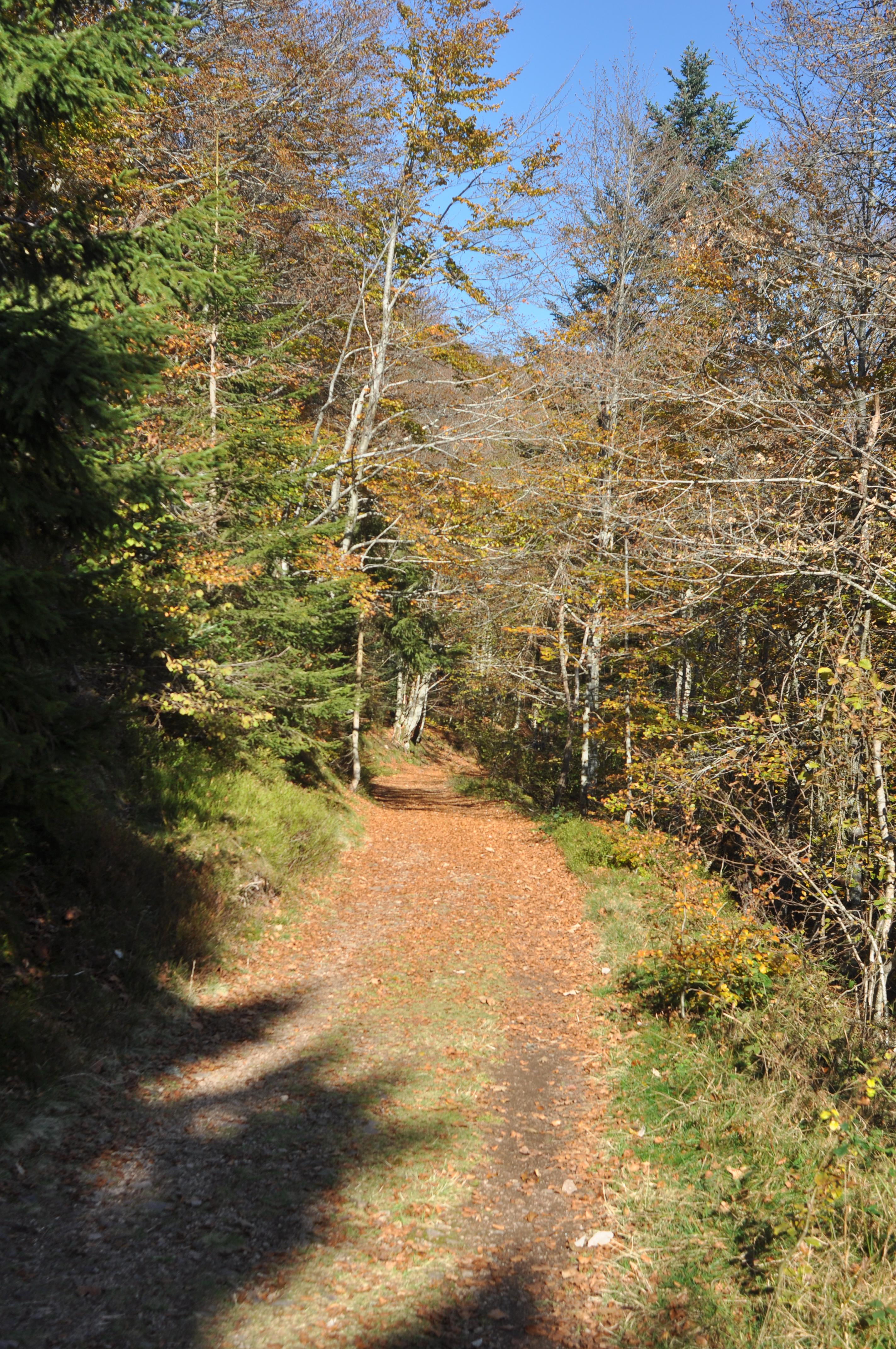
Chemin emprunté par le GR5, massif de la Haute Bers, Vosges.

Le sentier arrive en France de Schengen au Luxembourg à Apach en Moselle (l'ancien itinéraire par Dudelange a été débalisé), puis se dirige vers Metz et Liverdun (Nancy) , puis traverse les Vosges du nord au sud jusqu’à Belfort.
Continuant vers le sud, il traverse le Jura, par La Cluse, près de Pontarlier, Les Rousses.

### En Suisse (premier passage)
Puis Nyon, dans le canton de Vaud, au bord du lac Léman par La Cure et Saint-Cergue (voie romaine). Le tronçon passe notamment par le parc naturel régional Jura vaudois. Le balisage est absent lorsque le GR5 passe en Suisse. Il faut alors suivre la signalisation suisse, entre La Cure et Nyon.

### En France (second passage)
Cette section du sentier traverse les Alpes françaises du nord au sud.
Elle part du lac Léman : Le chemin traditionnel part de Saint-Gingolph, au bord du Léman, sur la frontière avec la Suisse, pour rejoindre Novel et les chalets de Bise. Une variante plus citadine part de Thonon-les-Bains, passe par Armoy, Théry et rejoint également les chalets de Bise (étape conjointe avec le GR Balcon du Léman).

### En Suisse (second passage)
Le sentier effectue à nouveau un court passage en Suisse dans les Préalpes du Chablais valaisan dans le val d'Illiez entre le col de Chésery et le col de Cou (avant Samoëns).

### En France (troisième passage)
Le sentier traverse deux parcs nationaux (Parc national de la Vanoise et du Mercantour), quatre parcs régionaux et six réserves naturelles.
Le sentier débouche sur la mer Méditerranée, à Nice.

## Galerie de photos

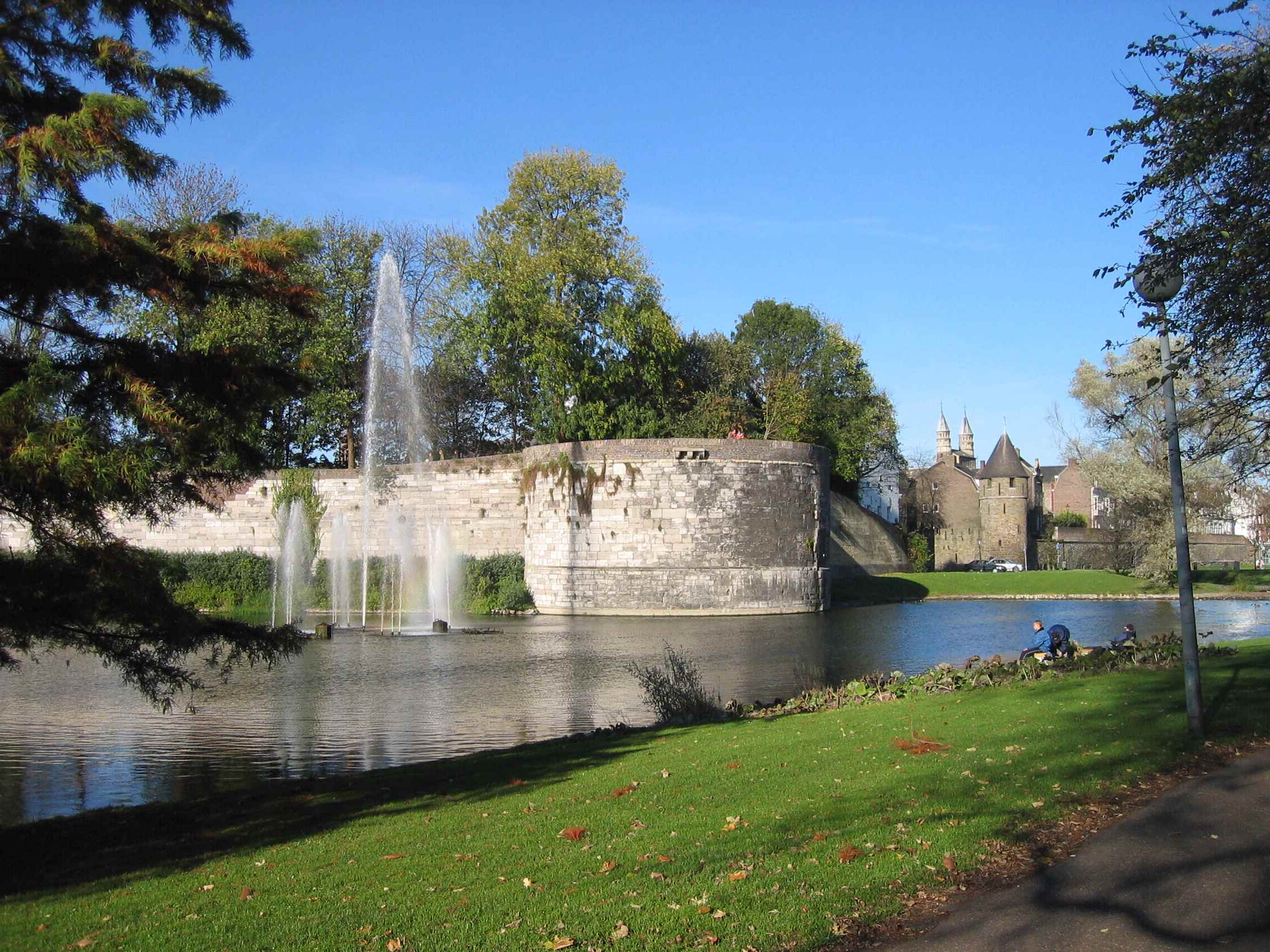
Maastricht (Pays-Bas)
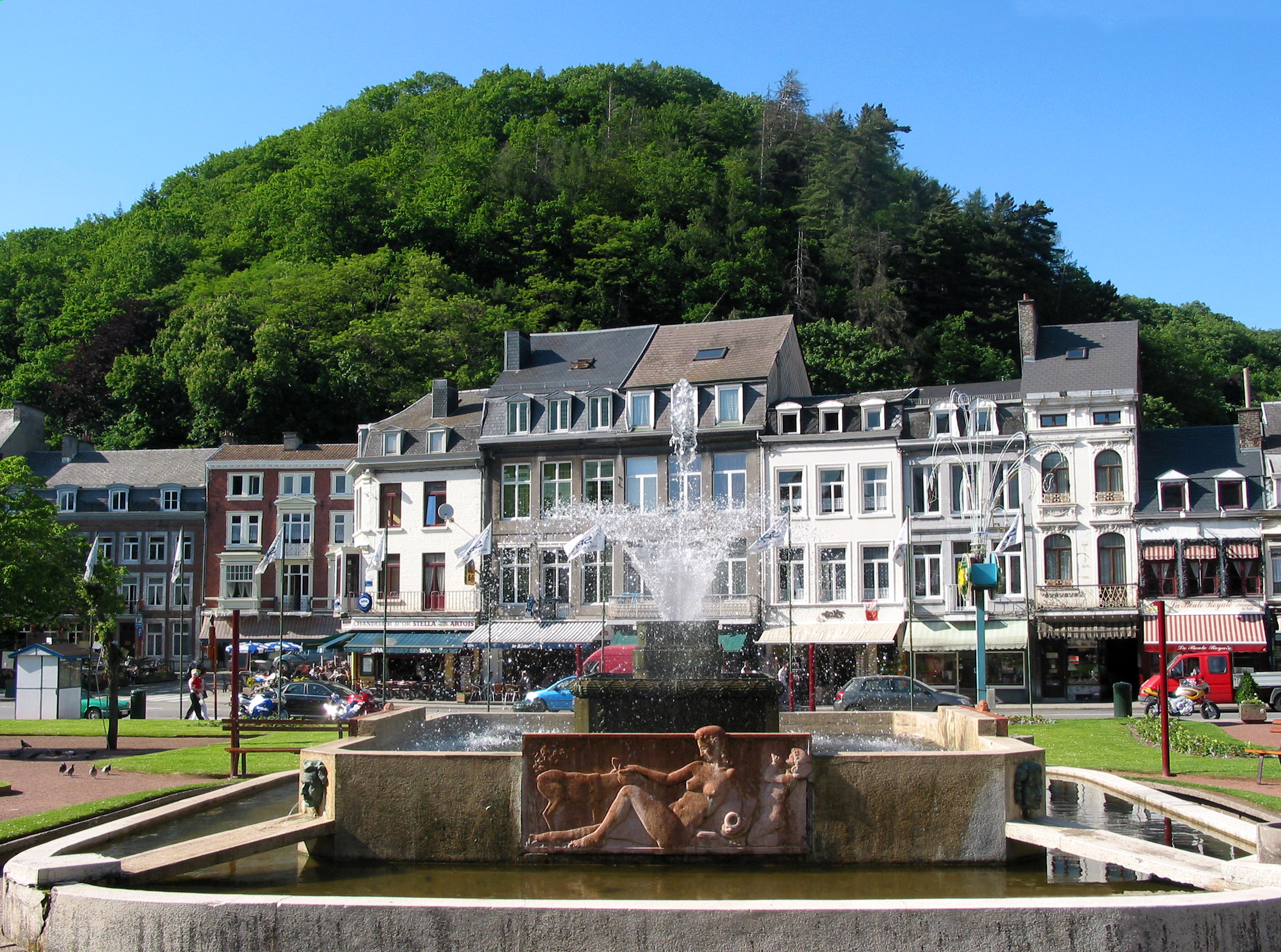
Spa (Belgique)
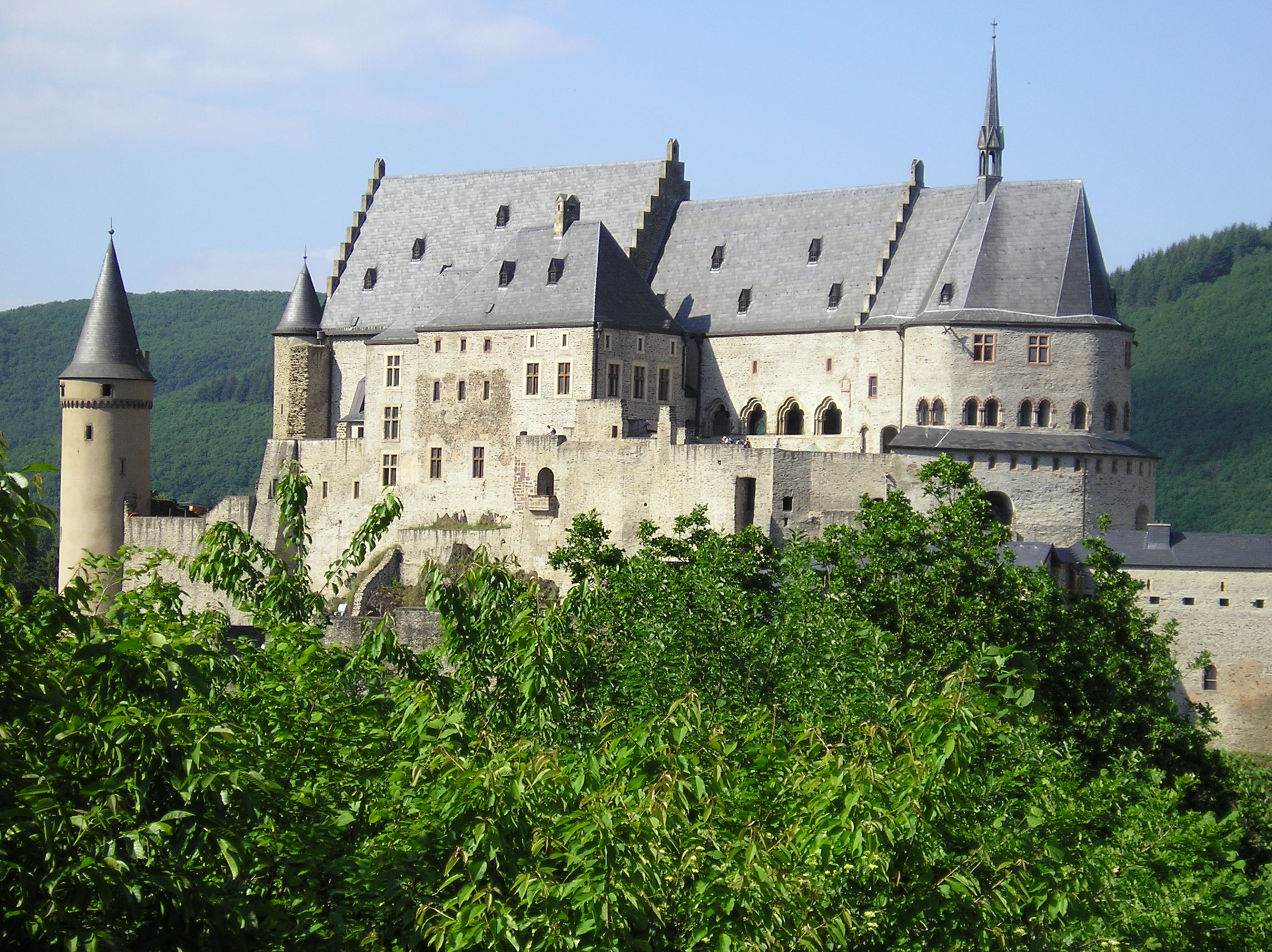
Château de Vianden (Luxembourg)
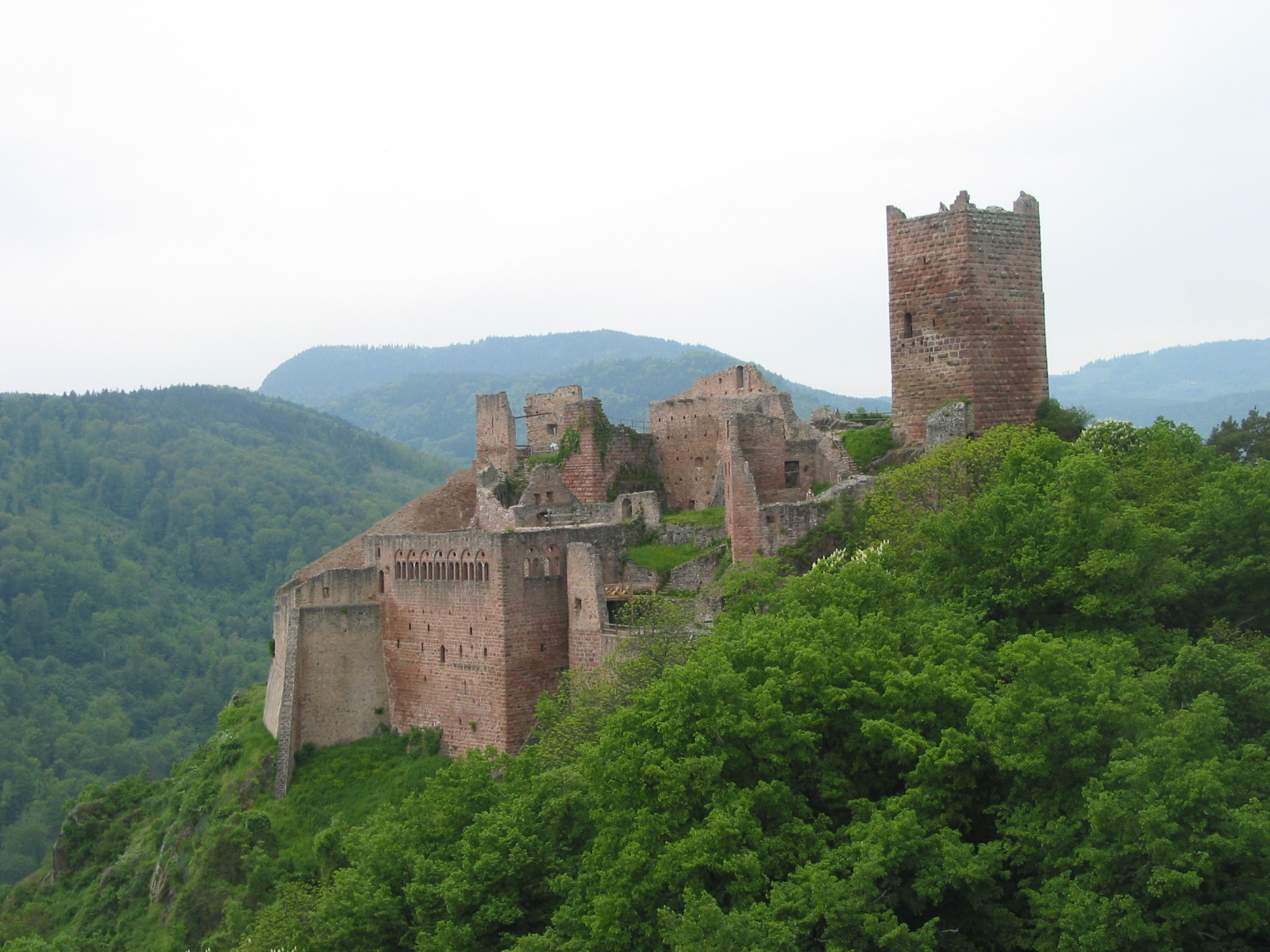
Château de Saint-Ulrich (Alsace)
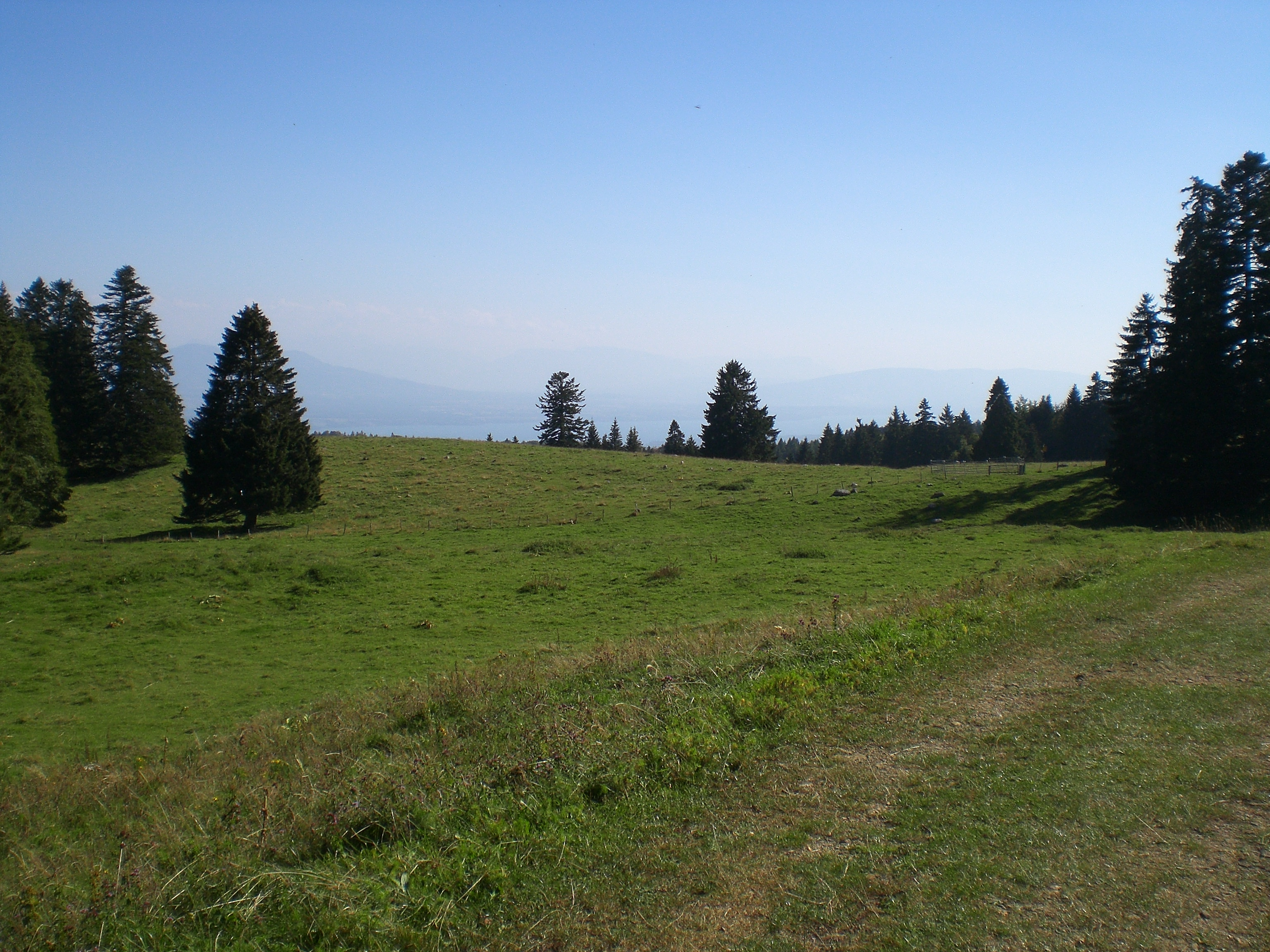
Vue depuis le Mont Tendre (Jura)
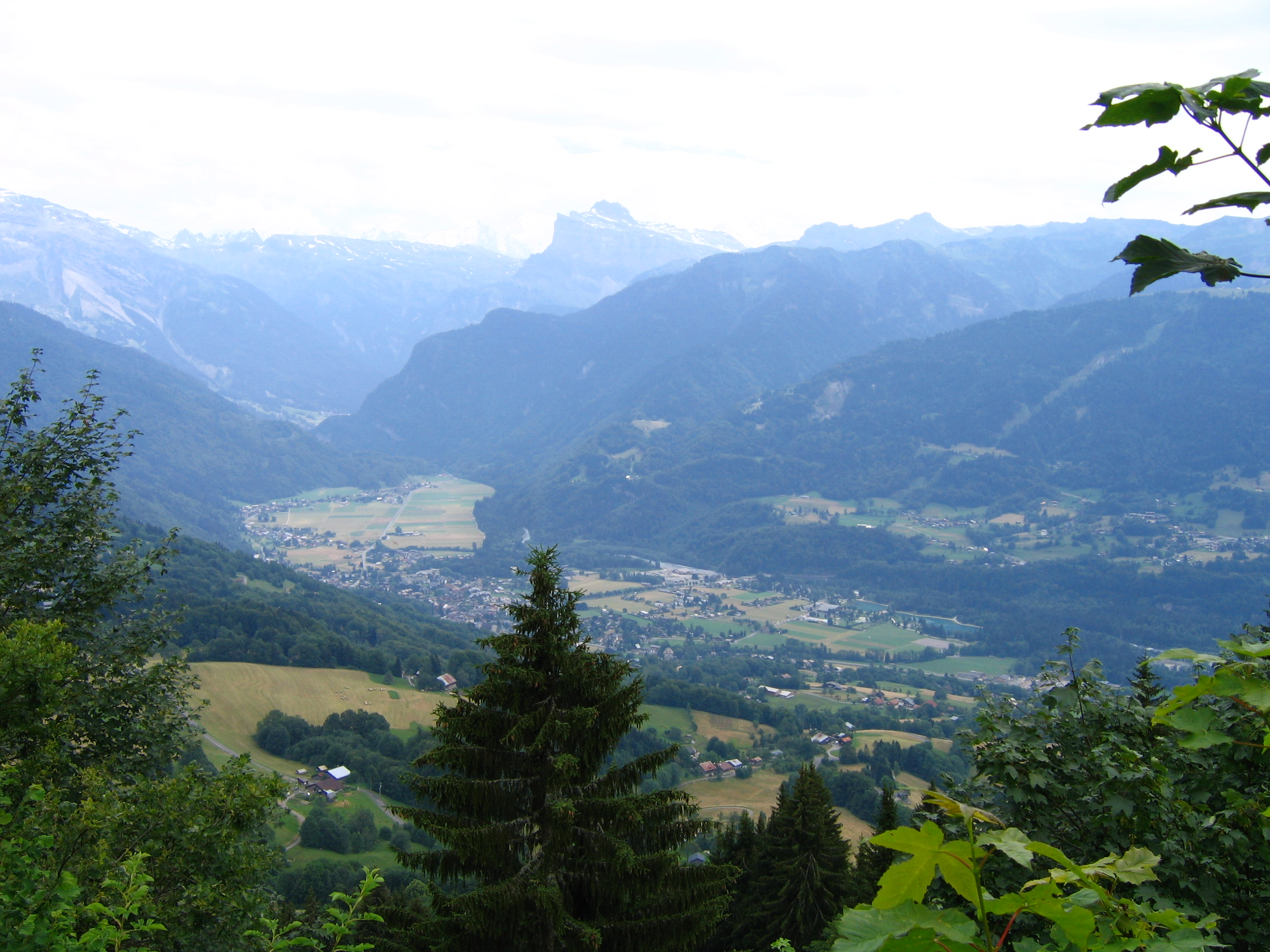
Samoëns (Haute-Savoie)
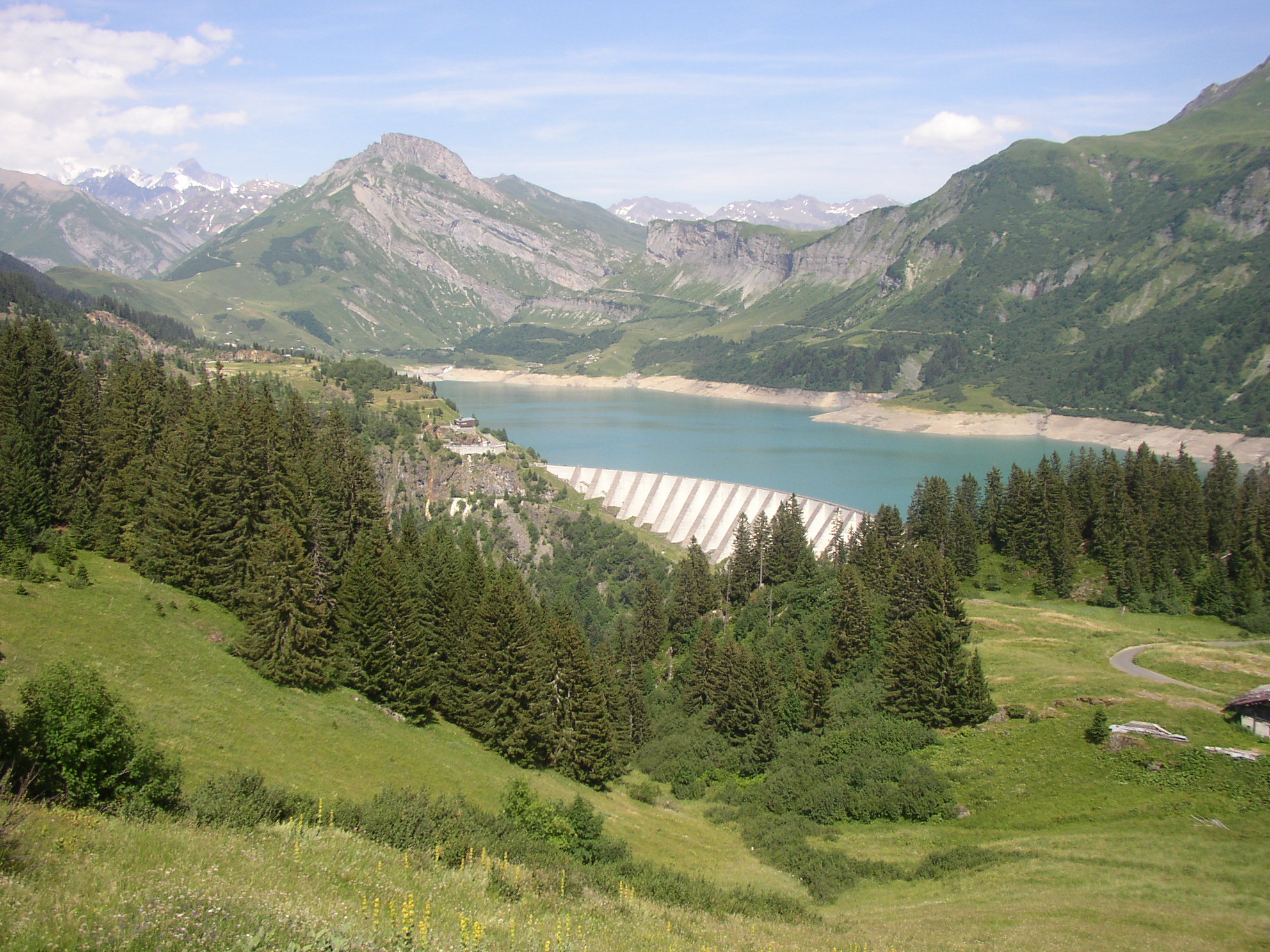
Vallée du Beaufortain (Savoie)
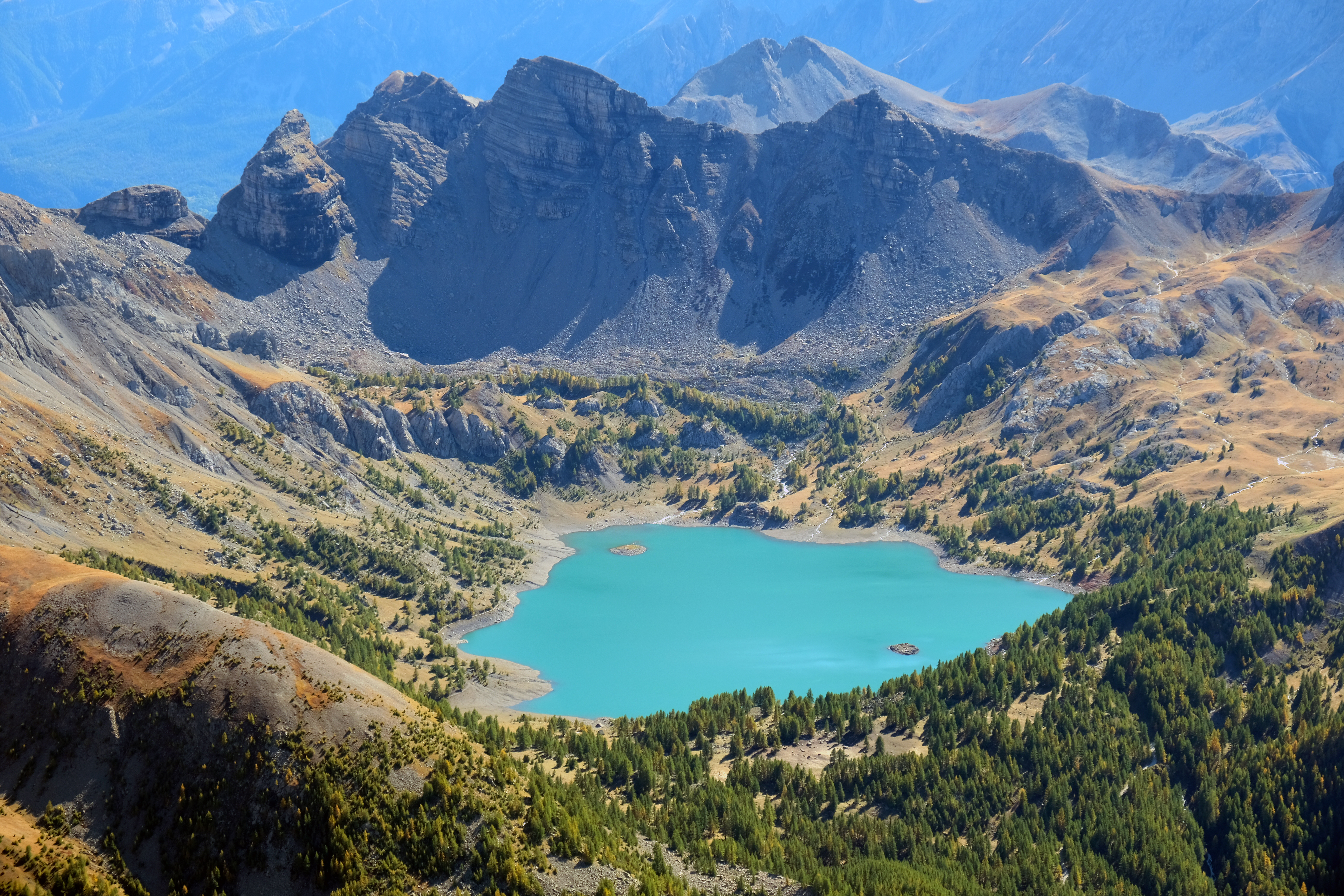
Lac d'Allos (Alpes-de-Haute-Provence)